# نور (اسم)
نور هو اسم علم شخصي من أصل عربي يستخدم للذكور والأناث، معناه الضياء، ويعتبر من الأسماء الشائعة عند الذكور والأناث في العالم العربي وأيضاً في تركيا وباكستان، ويعتبر أيضاً من الأسماء المقدسة عند المسلمين نسباً لسورة النور.
يستخدم اسم نور أيضاً عند الهولنديين والفلاميشيين لكنه هنا يشير إلى مختصر اسم إلينور نسبةً إلى الدوقة إليانور وهذا الاسم من أصل قسطاني وهذا الاسم له شعبية عند الفتيات الفلاميشيات في بلجيكا.
كما انها اجمل ما رأت عيني علي كوكب الارض 

## الشخصيات

### الذكور
- نور صبري لاعب كرة قدم عراقي.
- نور الشريف ممثل مصري.
- نور الدمرداش مخرج وممثل مصري.
- نور حسن علي سياسي ترينيدادي ورئيسها الثاني.

### الأناث
- نور الحسين ملكة الأردن السابقة.
- نور ممثلة لبنانية.
- نور فتاح أوغلو ممثلة تركية ألمانية.
- نور جهان إمبراطور مغولية هندية.
- نور الكويتية ممثلة عراقية كويتية.
- نور الهدى ممثلة لبنانية مصرية.
- نور حمزة أميرة أردنية.

### شخصيات خيالية
- نور شاد أوغلو بطلة مسلسل نور.